# 唐招提寺1200年の謎〜天平を駆けぬけた男と女たち
『唐招提寺1200年の謎〜天平を駆けぬけた男と女たち』は、2009年11月3日の19:55～22:54にTBS系列にて放送された特別番組。「JNN50周年記念・歴史大河スペクタクル」と銘打っている。

## 概要
唐招提寺の謎について、本堂大改修の軌跡を追ったドキュメンタリーと、寺建立の軌跡の再現ドラマの2本立て構成で解明する番組である。
ドキュメンタリー
阪神・淡路大震災により本堂が倒壊の危険が出たことから、1999年、大改修プロジェクトがスタートした。その過程で、これまで解明されなかった金堂の歴史が明らかになった。
ドラマ
唐招提寺建立までの奮闘・苦闘を描いている。

## ドキュメンタリーパート
- ナビゲーター:関口宏、田丸美寿々
- キャラクター「しびくん・しびちゃん」の声：福山潤、成田紗矢香

## ドラマ

### キャスト
- 如宝：中村獅童 (2代目)
- 鑑真：中村嘉葎雄
- 藤原刷雄：山本耕史
- 和気清麻呂：永井大
- 広虫：小沢真珠
- 橘奈良麻呂：デビット伊東
- 道鏡：魔裟斗
- 藤原仲麻呂：永島敏行
- 聖武上皇：佐々木勝彦
- 文屋真人智努：滝田栄
- 光明皇太后：島田陽子
- 孝謙天皇：南野陽子
- 火野正平、蟷螂襲、田村ツトム、櫻井忍、小泉敏生、小出早織、炭釜基孝 ほか

### スタッフ
- 原作：土生川明弘（ドリマックス・テレビジョン）『天平を駆けぬけた男と女たち』
- 脚本：木下草介
- ドラマプロデューサー：三城真一（ドリマックス・テレビジョン）
- ラインプロデューサー：森井敦
- ドラマ演出：竹之下寛次（ドリマックス・テレビジョン）
- 音楽：栗山和樹
- VFX：OXYBOT
- 技斗：上野隆三
- 特殊メイク：江川悦子、佐々木誠人
- ロケ協力：奈良フィルムコミッション、滋賀ロケーションオフィス、奈良公園、高島市、フィルムコミッション・奈良県サポートセンター
- プロダクション協力：ドリマックス・テレビジョン、東映太秦映像

## オールスタッフ
- テーマソング：堂本剛「昴-すばる-」(昴 (谷村新司の曲)のカバー)
- 総合演出：堤慶太（TBS)
- 構成：日野原幼紀、新貝典子
- ドキュメンタリーパート・チーフディレクター：菅谷敬
- エグゼクティブプロデューサー：谷上栄一（TBS)
- 制作プロデューサー：西野哲史（TBS）、高橋正嘉（TBSビジョン）
- 製作著作：TBS